# فوروني
الفوروني (الاسم العلمي: Phoronopsis) هو جنس من الحيوانات يتبع شعبة الديدان الحدوية.

## أنواع الفوروني
- فوروني أبيض البقع
- فوروني هارميري
- فوروني كاليفورني